# Rally Botafumeiro de 2010
El Rally Botafumeiro de 2010 fue la 22.ª edición y la octava y última ronda de la temporada 2010 del Campeonato de Galicia de Rally. Se celebró entre el 19 y el 20 de noviembre y contó con un itinerario de once tramos que sumaban un total de 109,05 km cronometrados.
Víctor Senra participó con el Peugeot 306 Maxi de su padre, Manuel Senra, y con David Vázquez como copiloto. Se adjudicaron la victoria con una amplia ventaja de más de tres minutos sobre el Mitsubishi Lancer Evo X de Alejandro Bermúdez. Pablo Silva completó el podio con un Mitsubishi Lancer Evo VI.

## Itinerario
| Día      | TC       | Nombre            | Distancia | Hora  |
| -------- | -------- | ----------------- | --------- | ----- |
| 1º etapa | TC1      | Santiago (Urbano) | 1,450 km  | 22:30 |
| 2º etapa |          |                   |           |       |
| TC2      | Sarandón | 11,275 km         | 8:45      |       |
| TC3      | Xirimbao | 10,400 km         | 9:20      |       |
| TC4      | Lampai   | 6,975 km          | 9:50      |       |
| TC5      | Sarandón | 11,275 km         | 11:55     |       |
| TC6      | Xirimbao | 10,400 km         | 12:30     |       |
| TC7      | Araño    | 14,400 km         | 15:15     |       |
| TC8      | Rois     | 10,700 km         | 16:00     |       |
| TC9      | Lampai   | 9,975 km          | 16:40     |       |
| TC10     | Araño    | 14,400 km         | 18:50     |       |
| TC11     | Rois     | 10,700 km         | 19:35     |       |

## Clasificación final
| #   | Piloto                | Copiloto                   | Automóvil                | Tiempo    | Difere. |
| --- | --------------------- | -------------------------- | ------------------------ | --------- | ------- |
| 1.  | Víctor Senra          | David Vázquez              | Peugeot 306 Maxi         | 1:02:31.5 | 0.0     |
| 2.  | Alejandro Bermúdez    | Alberto Rodríguez González | Mitsubishi Lancer EVO X  | 1:05:46.8 | +3:15.3 |
| 3.  | Pablo Silva           | David Matalobos            | Mitsubishi Lancer Evo VI | 1:07:05.2 | +4:33.7 |
| 4.  | Javier Ramos Troitiño | Marcos Costoya             | Mitsubishi Lancer Evo X  | 1:07:07.6 | +4:36.1 |
| 5.  | Marcos Canedo López   | José Antonio Carro         | Citroën C2 R2 Max        | 1:08:04.4 | +5:32.9 |
| 6.  | Alberto Otero         | Laura San Emeterio         | Peugeot 206 XS           | 1:08:56.3 | +6:24.8 |
| 7.  | Iván Raña             | José Manuel Raña Fuentes   | Mitsubishi Lancer Evo IX | 1:10:01.1 | +7:29.6 |
| 8.  | José Carlos Figueiras | Marcos Fernández Domínguez | Renault Clio Sport       | 1:10:03.2 | +7:31.7 |
| 9.  | Yago Varela           | Francisco Otero Bande      | Mitsubishi Lancer Evo IX | 1:10:09.2 | +7:37.7 |
| 10. | José Manuel Lista     | Víctor Rodríguez Rodríguez | Peugeot 206 XS           | 1:10:22.9 | +7:51.4 |